# NGC 7204
NGC 7204 este o galaxie situată în constelația Peștele Austral. A fost descoperită în 27 septembrie 1834 de către John Herschel.